# Gerard Douplein
Het Gerard Douplein is een plein in De Pijp in Amsterdam-Zuid, vernoemd naar de schilder Gerard Dou. Het plein ligt op korte afstand van de Albert Cuypmarkt. Het is de kruising van de Gerard Doustraat (oost–west) en de Eerste van der Helststraat (noord–zuid). Voorts komt de Daniël Stalpaertstraat op het plein uit.
Het plein kent een groot aantal horecagelegenheden, van café tot snackbar. Op het plein staat het kunstwerk Zuilen van Henk Duijn uit 1996, het bestaat uit drie verlichte pilaren. Een peperbus vormt even verderop een vierde pilaar.

## Geschiedenis
Het plein werd aangelegd in de laatste jaren van de 19e eeuw en kon destijds een plein genoemd worden omdat er nog geen scheiding van vervoersmiddelen was aangegeven. De bestrating liep van huis tot huis. Het was een van de spaarzame open ruimten in de wijk; het Sarphatipark kwam pas later. Het plein ontstond omdat een driehoekig wijkdeel (het Plan-Van Niftrik) tegen een vierkant wijkdeel (het Plan-Kalff) kwam te liggen. Een storm vernielde begin 2007 meerdere volgroeide iepen die op het plein stonden.

### Verkeer
In de 20e eeuw werd met de komst van de auto een andere indeling noodzakelijk. Het plein werd opgehoogd en de westelijke en zuidelijke kant werden rijweg. Eerst nog voor verkeer in beide richtingen, later werden alle straten eenrichtingsverkeer, ondanks protesten uit de buurt en van de marktlieden. Het plein is sinds 2008 voor voertuigen alleen bereikbaar vanaf de Stadhouderskade via de Eerste van der Helststraat en vanaf de Ferdinand Bolstraat via de Daniël Stalpaertstraat. In het voorjaar van 2009 werd het plein opnieuw bestraat met klinkers. 

### Horeca
In de jaren 1990 werd, na sanering, de wijk steeds populairder bij studenten en yuppen. Daarnaast trok de markt veel toeristen en dagjesmensen. De behoefte aan horeca nam toe. Het plein voorzag hierin; het bood voldoende ruimte voor terrassen. Na een moeilijke start ontwikkelde zich een klein uitgaansgebied. Omwonenden klaagden daarop steeds vaker over geluidsoverlast in de nacht. Deze klachten noopten het stadsdeelbestuur begin 2009 over te gaan tot een verbod op het 's nachts buiten drinken bij de cafés. 

### Renovatie
Ook in het begin van de 21e eeuw ging de renovatie door. Voornamelijk de noord- en oostkant werden aangepakt. De vier panden 15 tot en met 21 die eind 20e eeuw al gerenoveerd waren werden grotendeels gesloopt. Ze zouden vanaf 2017 nieuwe voorgevels krijgen naar het oude model, maar tijdens de verbouw stortten delen van de oude bouwconstructie in. De panden zijn vervolgens geheel afgebroken en opnieuw opgetrokken, wel met het uiterlijk van de oude voorgevel. In oktober 2018 werd de begane grond van het complex in gebruik genomen. 

### Anja Joos
Op 5 oktober 2003 werd Anja Joos mishandeld op het plein, waardoor ze kwam te overlijden. Op de plaats van mishandeling ligt een metalen plaquette in de grond, ter hoogte van café ’t Paardje.

## Afbeeldingen

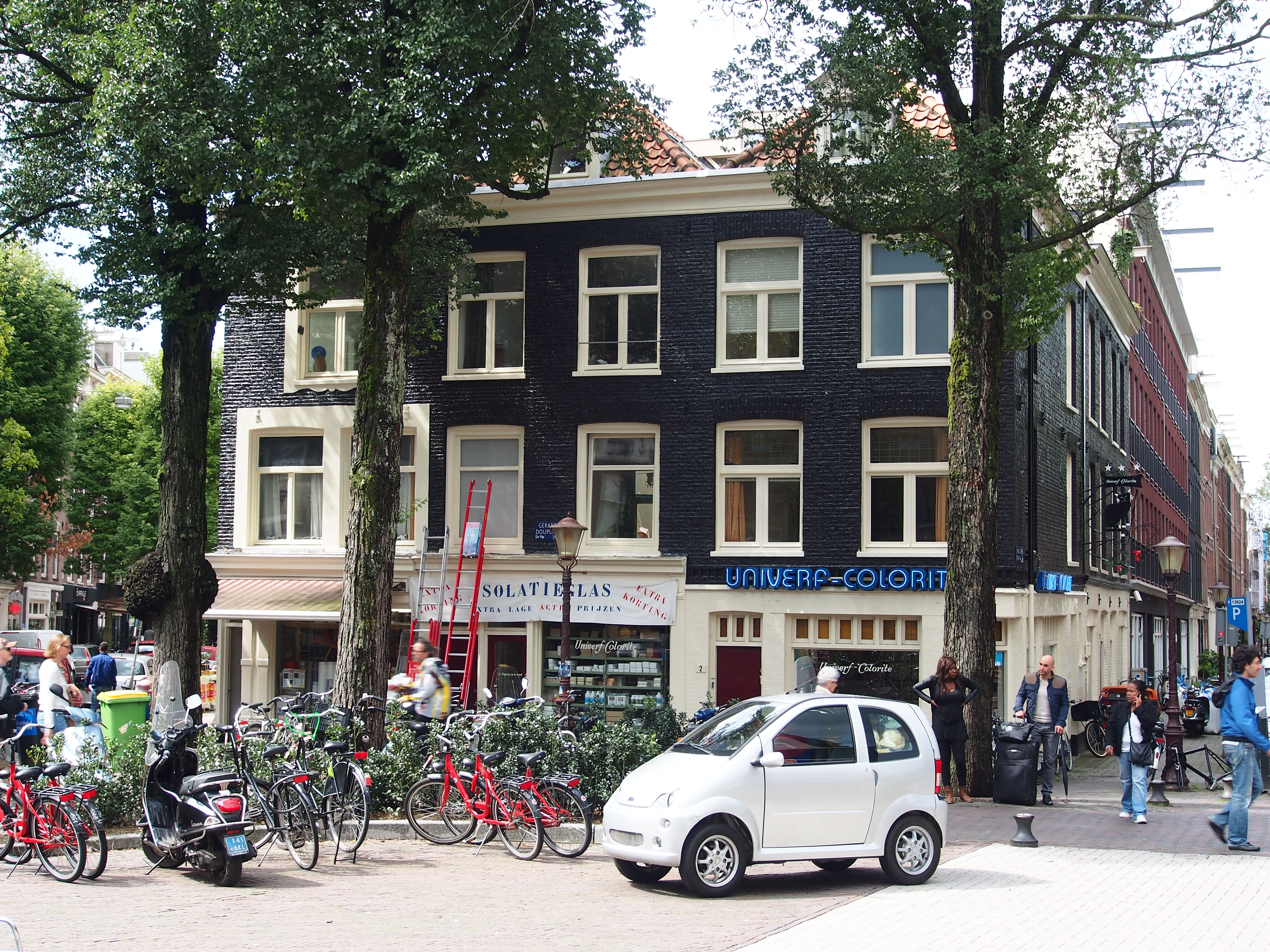
Panden nr. 2 t/m 6 (van rechts naar links)
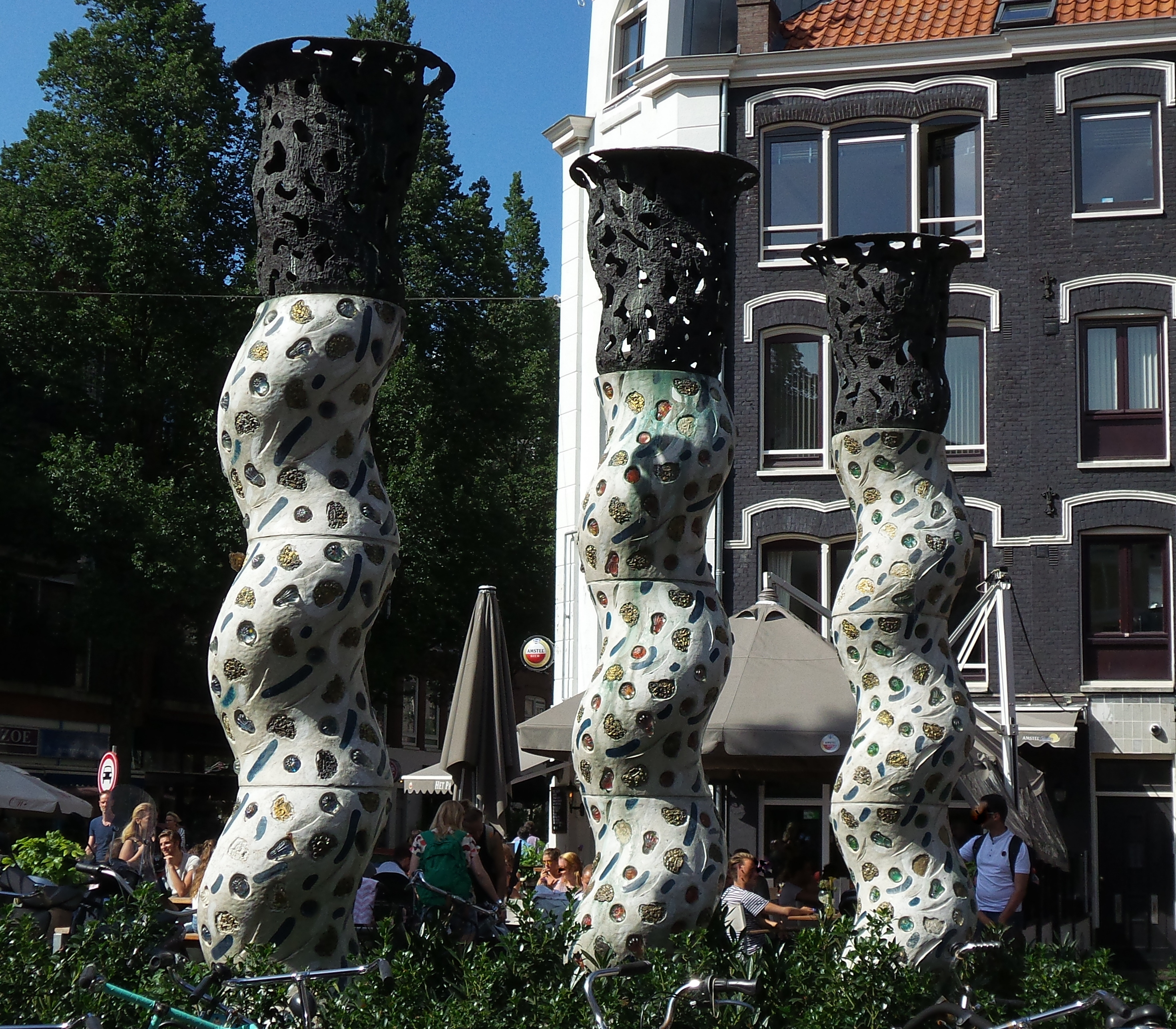
de 'Drie zuilen' van Henk Duijn, geplaatst op het Gerard Douplein in 1993
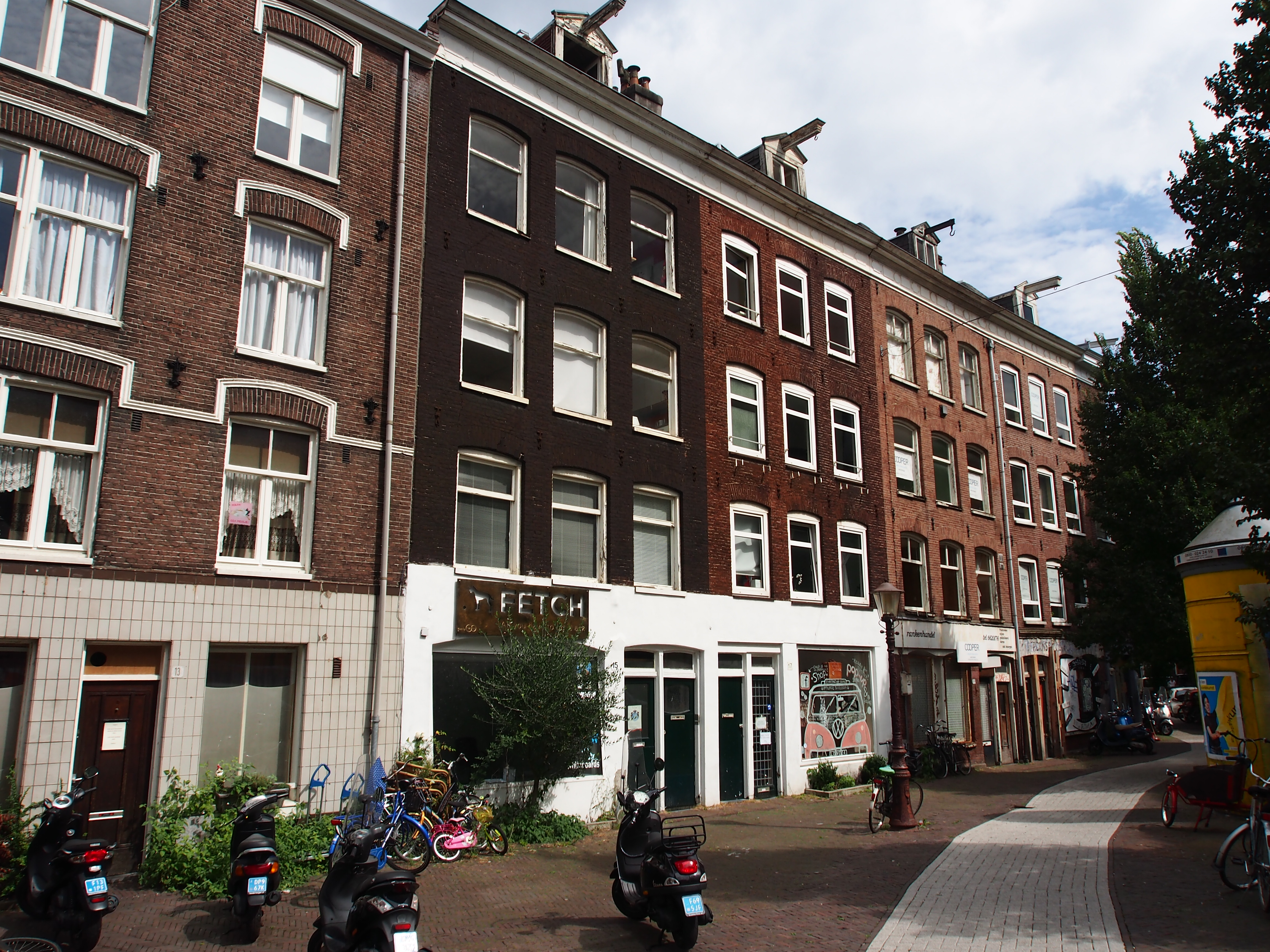
Panden nr. 15 (donker geschilderd) t/m 21
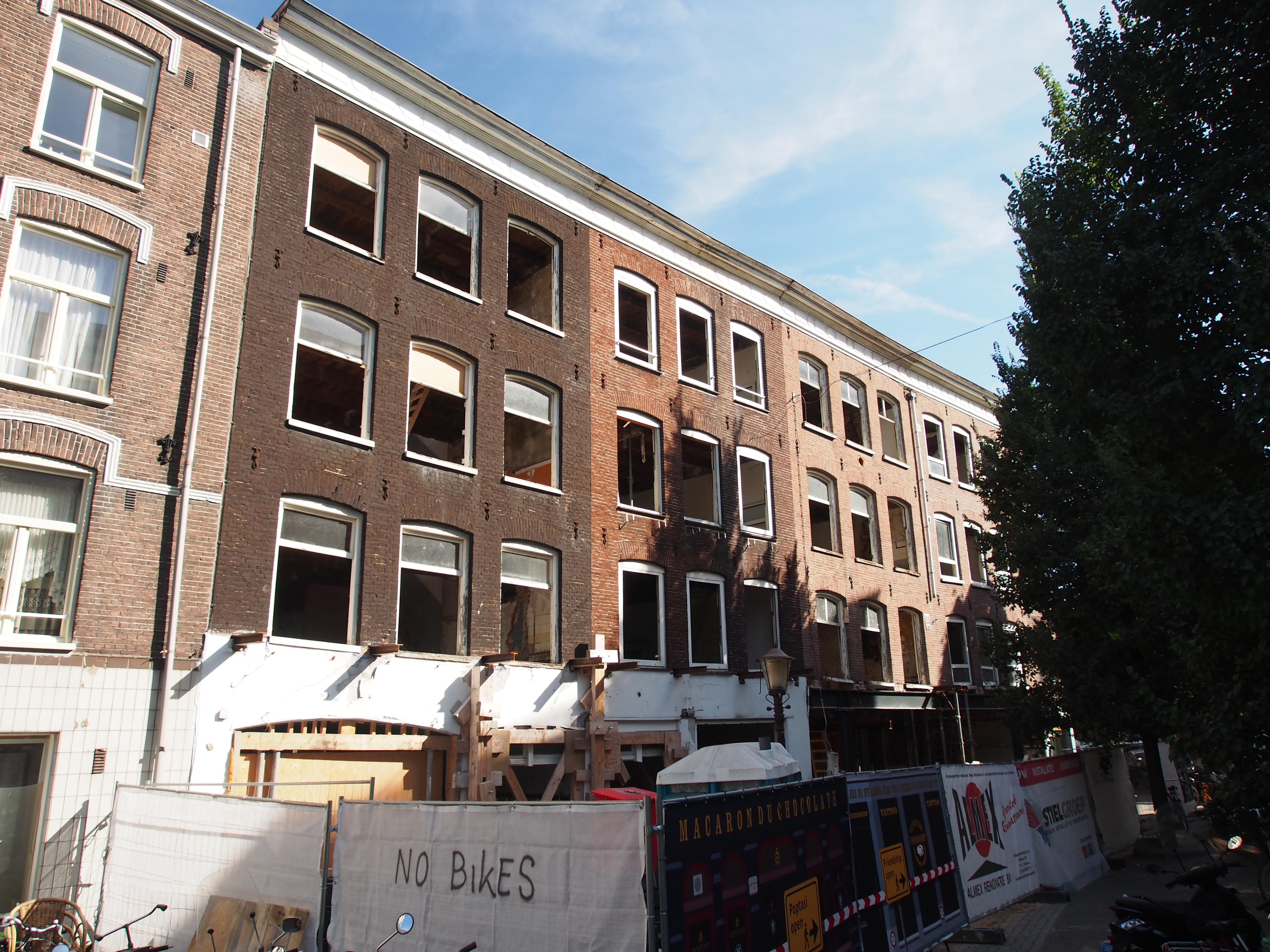
Panden nr. 15 t/m 21, gestut
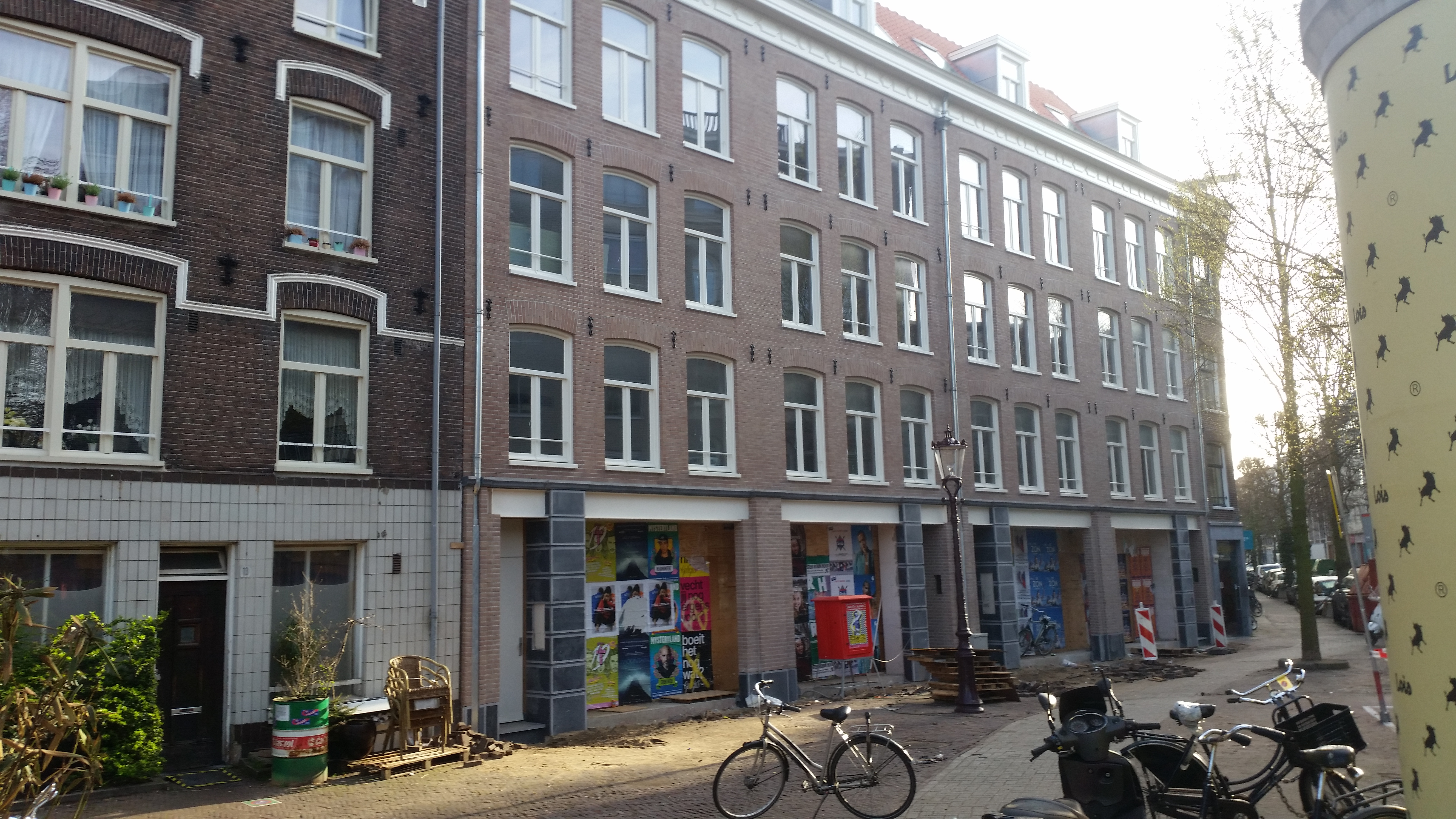
Panden nr. 15 t/m/ 21, herbouwd
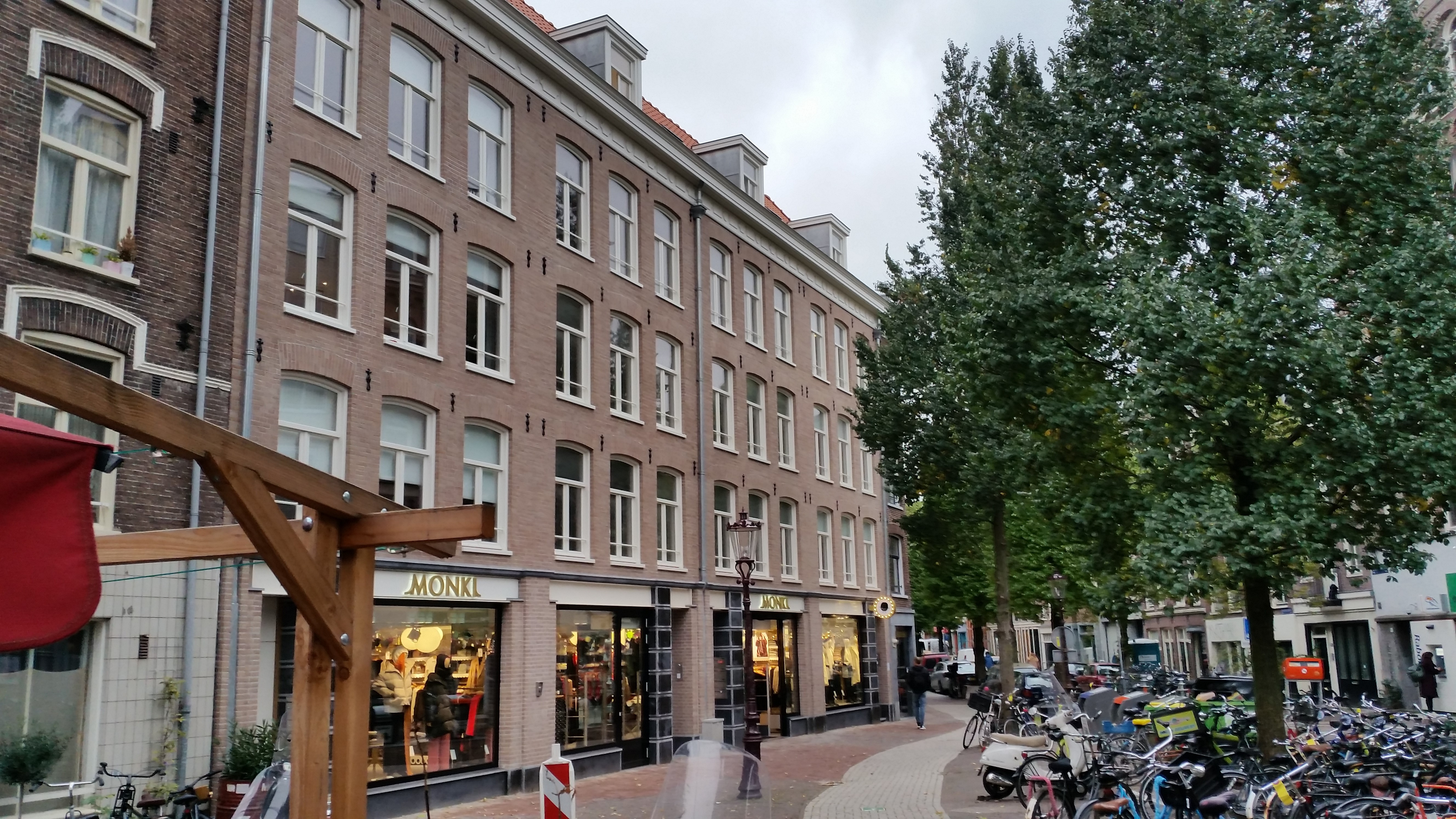
Panden nr. 15 t/m/ 20, weer in gebruik